# Cervignano d’Adda
Cervignano d’Adda (lombardul: Cervignàn) település Olaszországban, Lombardia régióban, Lodi megyében. Lakosainak száma 2206 fő (2023. január 1.). Cervignano d’Adda Galgagnano, Zelo Buon Persico és Mulazzano községekkel határos.

## Népesség
A település lakossága az elmúlt években az alábbi módon változott:
| Lakosok száma | 2165 | 2209 | 2206 |
|               | 2017 | 2018 | 2023 |